# Sceloporus carinatus
Sceloporus carinatus este o specie de șopârle din genul Sceloporus, familia Phrynosomatidae, descrisă de Smith 1936. A fost clasificată de IUCN ca specie cu risc scăzut. Conform Catalogue of Life specia Sceloporus carinatus nu are subspecii cunoscute.